# Tâm Việt Hưng Trù
Tâm Việt Hưng Trù (zh. 心越興儔, ja. Shinotsu Kōchū, ngày 21 tháng 8 năm 1639 - ngày 29 tháng 9 năm 1696), còn gọi là Đông Cao, là Thiền sư Trung Quốc cuối đời Minh và đầu đời Thanh. Sư thuộc phái Thọ Xương - Tào Động tông, là đệ tử của Thiền sư Khoát Đường Đại Văn. Thể theo lời mời của Trừng Nhất - vị pháp sư người Trung Quốc thuộc Hoa Nghiêm tông đang trụ trì tại Nhật Bản, năm 1677 sư sang Nhật và bắt đầu truyền bá Tông Tào Động tại đây. Phái của sư được gọi là Đông Cao phái, là một trong 24 phái chính của Thiền tông Nhật bản.
Sư rất giỏi về thơ văn, thư pháp, hội họa, khắc dấu và âm nhạc và để lại một ảnh hưởng khá đáng kể đối với nền văn hóa Nhật Bản. Sư được coi là Tổ trung hưng của âm nhạc cổ cầm Nhật Bản và tổ của nghề khắc ấn triện ở Nhật Bản.

## Tiểu sử
Sư họ Tương, quê ở phủ Kim Hoa, Hàng Châu. Từ nhỏ sư đã có ý chí xuất trần, đi dến Báo Ân Tự ở Ngô Môn lễ bái người chú - cũng là một vị tăng sĩ hiệu là Liễm Thạch cạo tóc xuất gia và tôn làm thầy, sau sư cũng thọ giới cụ túc với vị này.

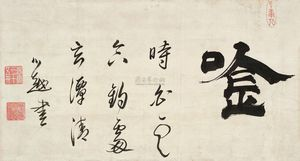
Bút tích của sư

Trên bước đường tham vấn Thiền cơ, đầu tiên sư đến yết kiến Thiền sư Giác Lãng Đạo Thịnh thuộc phái Thọ Xương. Sau đó, vào năm 1668, vì Thiền sư Giác Lãng già yếu nên chỉ sư qua yết kiến pháp tử của mình là Thiền sư Khoát Đường Đại Văn. Tại đây, sư làm thị giả cho Khoát Đường được hai năm và chuyên tâm khán công án "Con chó có Phật tính" của Thiền sư Triệu Châu. Đến một hôm, sư vào thất, Khoát Đường nêu công án trên để hỏi sư. Sư vừa định trả lời thì bị Khoát Đường hét một tiếng lớn, cứ như vậy đến 7,8 lần. Hôm sau, sư đến gặp Khoát Đường cũng bị hét đuổi ra. Ngay tiếng hét này, sư dứt hết nghi tình liền đại ngộ và được Khoát Đường ấn khả, nói kệ truyền pháp.
Thời thế biến đổi, lúc nhà Minh bị diệt vong và nhà Thanh lên cầm quyền, sư lui về ẩn cư tại Vĩnh Phúc Tự ở bên Tây Hồ. Lúc bấy giờ có Pháp sư Trừng Nhất - trụ trì Hưng Phúc Tự (ja. Kōfuku-ji) ở Nagasaki vốn là ngôi tổ đình của Pháp Tướng Tông Nhật Bản vì mến mộ đức hạnh của sư nên trước khi viên tịch có viết di thư thỉnh sư sang Nhật hoằng pháp. Đáp lại lời thỉnh cầu đó, vào năm 1677, sư đi thuyền sang Nhật. Lúc mới đến Nhật, có một số kẻ xấu thuộc tông phái khác do lo sợ sự hoằng hóa của sư sẽ ảnh hưởng đến quyền lợi của họ nên sàm tấu gán tội cho sư, và sư bị bắt giam. Nhưng nhờ lời thỉnh cầu của Thủ hộ Quang Quốc (ja. Tokugawa Mitsukuni) nên sư được thoát nạn.
Năm 1683, sư đến trụ trì hoằng hóa tại chùa Thiên Đức ở thành phố Mito, và sau đổi hiệu ngôi chùa này lại thành Kỳ Viên tự (ja. Gion-ji). Ngoài ra sư còn đến một số ngôi chùa địa phương khác như Tổng Ninh tự, Đại Trung tự, Kính Sơn tự để thuyết pháp, làm Phật sự.
Đến năm 1692, sư khai đường thuyết pháp ở chùa Kỳ Viên, tương truyền có 1700 vị Thiền tăng vân thủy đến đây tham học.
Vào ngày 29 tháng 9 năm 1696, sư nhuốm bệnh nhẹ, bèn cho gọi pháp tử là Thiền sư Ngô Văn Pháp Đàm (người Nhật) đến truyền trao y bát. Hôm sau, sư ngồi kiết già đọc Thiền kệ dạy chúng lần cuối rồi an nhiên thị tịch. Sư hưởng thọ 57 tuổi, 49 hạ lạp.
Sư có để lại bộ Đông Cao Toàn Tập (zh. 東皐全集, 2 quyển) do các môn đệ người Nhật soạn và lưu hành, đến nay vẫn còn.